# Pericome
Pericome là một chi thực vật có hoa trong họ Cúc (Asteraceae).

## Loài
Chi Pericome gồm các loài: